# The Link
The Link el segundo álbum de estudio lanzado por la banda de death metal francesa Gojira, bajo el sello discográfico de Boycott Records el 18 de abril de 2003, lanzando unos meses antes la canción Indians como sencillo. 
Es importante destacar que todas las canciones fueron escritas por los hermanos Joe y Mario Duplantier.
El álbum tiene contenido a favor de la conservación del medioambiente y el calentamiento global que se puede observar en la canción "Embrace the World" y varias canciones instrumentales, tales como "Dawn", "Connected" y "Torii".

## Escritura y composición
"Compusimos todas estas canciones en un año. Teníamos la sensación de que no éramos simplemente otra banda de death metal, teníamos otras cosas que explorar y este es realmente el comienzo de ese sonido. Y también grabamos y produjimos el álbum nosotros mismos. Lo hicimos en casa, como la mayoría de nuestros álbumes, y hay un montón de errores juntos para crear este sonido interesante. Hicimos todo al revés y súper mal, pero el resultado es algo súper personal y muy, muy seco. Es muy directo. Casi no hay retraso en las voces, no hay reverberación, todo es muy crudo y muy honesto. Y confirmamos algo líricamente, y el mensaje de Gojira se volvió un poco más claro en este álbum. Se trata de estar en sintonía con el mundo y de tomar las decisiones correctas en la vida y vivir la vida de la manera más inteligente posible. De nuevo, este es un objetivo que tenemos, no significa que lo seamos, pero esta grabación va en esa dirección. Es menos profesional que el primer álbum, pero más personal", declaró Joe.
La introducción a "The Link", contiene mantras tibetanos. "Connected", usa un xilófono de bambú. "Over The Flows", describe un tiempo de meditación ("Sobre el flujo, me tomo mi tiempo, [...] Quiero bucear en el cielo muy dentro de mí"), "fluye" puede referirse a "corriente" (o fluir), el Sotāpanna, que significa, en sánscrito, "la entrada en la corriente", correspondiente a la salida del Samsara (los ciclos de reencarnación). "Inward Movement", describe momentos de meditación. "Torii", como su nombre indica, se refiere al Torii japonés, un portal que separa el mundo físico del mundo espiritual.

## Diseño gráfico
La portada del álbum puede ser simplista, sin embargo, es fácil de interpretar. Se representa un árbol sobre un fondo rojizo; el tronco actúa como enlace y conecta el cielo con la tierra (las ramas están en el cielo, las raíces en la tierra). Pero este símbolo abstracto también se corresponde con los vínculos que hay entre los hombres...

## Recepción de la crítica
Mientras que el álbum debut Terra Incognita, dejó a muchos oyentes confundidos sobre como actuar con su combinación esquizofrénica de estilos de metal extremo (death, groove, thrash, progresivo, incluso metalcore), el segundo larga duración de la banda francesa, The Link, incluye composiciones simultáneamente intrincadas y de castigo sonoro como "Death of Me", "Remembrance" y "Embrace the World" desafiaron constantemente a los oyentes a resistir su vertiginosa variedad de estilos de Cuisinart, presentado con una estética casi industrial y una brutalidad casi atonal. Para los amantes del metal ilustrados, estas canciones recordarán principalmente a los suecos Meshuggah, menos los patrones rítmicos distintivos y exóticos; a los neófitos les parecerá el trabajo de máquinas furiosas, que avanzan eternamente en un futuro posterior a la humanidad. Pero la versatilidad antes mencionada también se reflejó en unos breves interludios de cambio de ritmo ("Connected", "Torii", "Wisdom Comes"), canciones más lentas aumentadas por melodías evanescentes y efectos de sonido de ruido (la canción principal, "Dawn"), y un par de "sencillos" inusualmente concisos y menos opresivos en "Indians" y "Over the Flows". En general, había suficiente variedad y emoción humana discernible a mano para ampliar el alcance creativo de Gojira.

## Reediciones
Una versión remasterizada del álbum fue relanzada el 11 de diciembre de 2006 por el actual sello discográfico de la banda, Listenable Records.
A finales de septiembre de 2012, Listenable Records lanzó el álbum en formato vinilo. Una edición limitada de 250 copias, disponible en dos colores negro y rojo.

## Lista de canciones (Boycott Records)
| N.º | Título              | Escritor(es)                 | Duración |  |
| 1.  | «The Link»          | J. Duplantier, M. Duplantier | 5:08     |  |
| 2.  | «Death of Me»       | J. Duplantier, M. Duplantier | 5:47     |  |
| 3.  | «Connected»         | J. Duplantier, M. Duplantier | 1:20     |  |
| 4.  | «Remembrance»       | J. Duplantier, M. Duplantier | 4:59     |  |
| 5.  | «Torii»             | J. Duplantier, M. Duplantier | 1:49     |  |
| 6.  | «Indians»           | J. Duplantier, M. Duplantier | 3:58     |  |
| 7.  | «Embrace the World» | J. Duplantier, M. Duplantier | 4:40     |  |
| 8.  | «Inward Movement»   | J. Duplantier, M. Duplantier | 5:51     |  |
| 9.  | «Over the Flows»    | J. Duplantier, M. Duplantier | 3:06     |  |
| 10. | «Wisdom Comes»      | J. Duplantier, M. Duplantier | 2:26     |  |
| 11. | «Dawn»              | J. Duplantier, M. Duplantier | 8:01     |  |

## Lista de canciones (Listenable Records)
| N.º | Título              | Escritor(es)                 | Duración |  |
| 1.  | «The Link»          | J. Duplantier, M. Duplantier | 5:01     |  |
| 2.  | «Death of Me»       | J. Duplantier, M. Duplantier | 5:47     |  |
| 3.  | «Connected»         | J. Duplantier, M. Duplantier | 1:18     |  |
| 4.  | «Remembrance»       | J. Duplantier, M. Duplantier | 4:35     |  |
| 5.  | «Torii»             | J. Duplantier, M. Duplantier | 1:43     |  |
| 6.  | «Indians»           | J. Duplantier, M. Duplantier | 3:58     |  |
| 7.  | «Embrace the World» | J. Duplantier, M. Duplantier | 4:39     |  |
| 8.  | «Inward Movement»   | J. Duplantier, M. Duplantier | 5:53     |  |
| 9.  | «Over the Flows»    | J. Duplantier, M. Duplantier | 3:05     |  |
| 10. | «Wisdom Comes»      | J. Duplantier, M. Duplantier | 2:25     |  |
| 11. | «Dawn»              | J. Duplantier, M. Duplantier | 8:39     |  |

## Bonus DVD
| N.º | Título                  | Duración |  |
| 1.  | «Remembrance (Live)»    | 4:23     |  |
| 2.  | «Love (Video Clip)»     | 3:22     |  |
| 3.  | «Gojira is...»          | 1:49     |  |
| 4.  | «On the B.O.T.A (Live)» | 2:24     |  |

## Productores
- Joe Duplantier – voz, guitarra
- Christian Andreu – guitarra
- Jean-Michel Labadie – bajo
- Mario Duplantier – batería